# Узкоротые змеи (род)
Узкоротые змеи (лат. Leptotyphlops) — род неядовитых змей одноименного семейства. Распространены в Северной и Южной Америке, в Африке и Юго-Западной Азии. На начало 2012 года в состав рода включают 19 видов. Ведут роющий образ жизни. Внешне похожи на дождевых червей. Питаются личинками термитов.

## Виды
- Leptotyphlops aethiopicus
- Leptotyphlops conjunctus
- Leptotyphlops carlae
- Leptotyphlops distanti
- Leptotyphlops emini
- Leptotyphlops howelli
- Leptotyphlops incognitus
- Leptotyphlops jacobseni
- Leptotyphlops kafubi
- Leptotyphlops keniensis
- Leptotyphlops macrops
- Leptotyphlops mbanjensis
- Leptotyphlops nigricans
- Leptotyphlops nigroterminus
- Leptotyphlops pembae
- Leptotyphlops pitmani
- Leptotyphlops pungwensis
- Leptotyphlops scutifrons
- Leptotyphlops sylvicolus
- Leptotyphlops telloi